# Air Canada Jazz

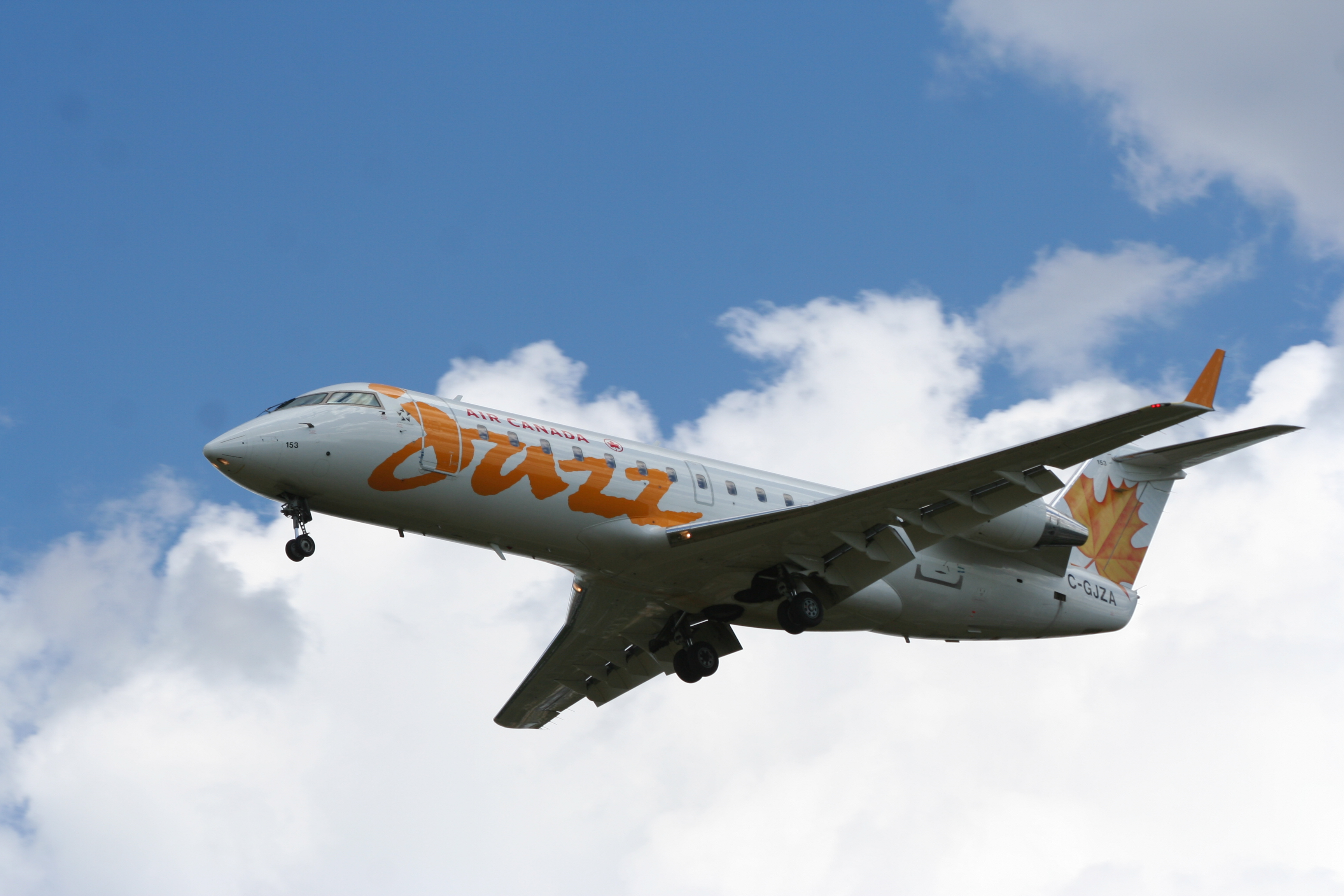
Air Canada Jazz

Air Canada Jazz (TSX: JAZ.UN) — крупнейшая региональная авиакомпания Канады со штаб-квартирой в городе Энфилд (Новая Шотландия), выполняющая регулярные рейсы в 82 аэропорта Канады и Соединённых Штатов Америки.
Порт приписки — Международный аэропорт Галифакс, главные транзитные узлы (хабы) находятся в Международном аэропорту Калгари, Международном аэропорту имени Пьера Эллиота Трюдо, Международном аэропорту Торонто Пирсон и Международном аэропорту Ванкувер.
По состоянию на апрель 2007 года в авиакомпании работало 4913 человек.

## История
Авиакомпания Air Canada Jazz была образована в 2001 году путём объединёния региональных перевозчиков Air BC, Air Nova, Air Ontario и Canadian Regional Airlines, работавших по партнёрским договорам с магистральной авиакомпанией Canadian Airlines, которая, в свою очередь, была приобретена флагманским перевозчиком Air Canada.
В феврале 2006 года Air Canada Jazz успешно прошла процедуру акционирования на Торонтской фондовой бирже и получила биржевой индекс «JAZ.UN».
В том же месяце частная управляющая компания City Centre Aviation Limited (CCAL) вручила авиакомпании 30-дневное уведомление о прекращении договора на аренду операционных площадей в Аэропорту Торонто-Сити имени Билли Бишопа. Управление аэропортами Торонто продлило разрешение на работу авиакомпании в аэропорту Торонто-Сити, однако, поскольку Air Canada Jazz не имела перспектив на дальнейшее расширение присутствия в данном аэропорту, компания свернула в нём свою деятельность к концу марта 2006 года и перешла в Международный аэропорт Торонто Пирсон. В том же году CCAL был поглощён авиационным холдингом «REGCO Holdings» (в настоящее время — «Porter Aviation Holdings»), региональная авиакомпания Porter Airlines которого стала одним из основных перевозчиков в аэропорту Торонто-Сити после ухода из него Air Canada Jazz.
Вскоре после размещения акций авиаперевозчика на фондовой бирже управляющий холдинг ACE Aviation Holings продал все свои активы в Air Canada Jazz и в настоящее время авиакомпания является независимой структурой, более известной в финансовых кругах под названием Jazz Air Income Fund.
В августе 2008 года Air Canada Jazz изъяла все спасательные жилеты из своих воздушных судов в целях снижения расходов на топливо. Руководство авиакомпании объясняло данный поступок тем, что в случае возникновения какого-либо инцидента с самолётом пассажиры должны использовать спасательные жилеты при посадке на воду, а региональные маршруты авиакомпании проходят над континентальной частью страны, за весьма редкими исключениями рейсов в районе Великих озёр. В последних же случаях до береговой линии всегда остаётся не более 50 морских миль, что вполне укладывается в требования закона, не обязывающего авиакомпании в данных обстоятельствах обеспечивать самолёты спасательными жилетами.

### Перспективы
В ноябре 2009 года руководство авиакомпании Air Canada Jazz сообщило о возможном заключении партнёрского договора с крупнейшим канадским туроператором «Робби Голдберг» и открытии сезонных рейсов по нескольким направлениям с ноября 2010 года. Под данную программу авиакомпания может приобрести пять новых пассажирских самолётов Boeing 737—800.

## Флот
В июле 2021 года флот Jazz Air  состоял из 137 самолётов, средний возраст которых 14,3 лет:
Первые 15 единиц реактивных лайнеров модели CRJ705 были поставлены канадским авиастроительным концерном Bombardier Aerospace 27 мая 2005 года. Air Canada Jazz также самой первой из авиаперевозчиков получила в использование 15 самолётов CRJ200, заказ на которые был размещён в сентябре 2004 года. Новые лайнеры встали на загруженные маршруты авиакомпании, первый рейс был выполнен 1 июня 2005 года из Калгари в Аэропорт Хьюстон Интерконтинентал. В середине 2006 года Air Canada передала в Air Canada Jazz последний из своих самолётов модели CRJ-100, доведя тем самым общее количество лайнеров данного типа у регионального перевозчика до 24 единиц.
9 февраля 2010 года Air Canada Jazz объявила о подписании соглашения с Bombardier Aerospace о заказе 15 самолётов Q400 NextGen с началом поставки в мае 2011 года.

## Авиапроисшествия и несчастные случаи
- 20 мая 2007 года, рейс 8911 Монктон (Нью-Брансуик) — Торонто. После совершения посадки в Международном аэропорту Торонто Пирсон у 50-местного самолёта CRJ-100 подломилась опора основной стойки шасси. О пострадавших не сообщалось[9].
- 18 сентября 2008 года. Самолёт Airbus A340 авиакомпании Air Canada при рулении на взлётно-посадочную полосу Международного аэропорта Ванкувер задел горизонтальный стабилизатор лайнера Dash-8 авиакомпании Air Canada Jazz. На борту A340, вылетавшего в Гонконг, находилось около трёхсот пассажиров, на борту Dash-8, готовившегося вылететь в Каслегар (Британская Колумбия), находилось 40 человек. Оба самолёта получили небольшие повреждения, о пострадавших не сообщалось[10].